# Onciale 0273
- Papyrus
- Onciale
- Minuscules
- Lectionnaire

Le Codex 0273 (dans la numérotation Gregory-Aland), est un manuscrit du Nouveau Testament sur parchemin écrit en écriture grecque onciale.

## Description
Le codex se compose de 3 folios. Il est écrit en deux colonnes par page, de 25 lignes par colonne. Les dimensions du manuscrit sont 33 x 26 cm,. Les paléographes datent ce manuscrit du IXe siècle.
C'est un manuscrit contenant le texte de l'Évangile selon Jean (2,7-3,5; 4,23-37; 5,35-6,2). 
Le texte du codex représenté est de type byzantin. Kurt Aland le classe en Catégorie V.

## Lieu de conservation
Il est conservé à la British Library (Add. 31919, f. 29, 99, 101) à Londres,.